# Castello di Buccinasco
Il castello di Buccinasco è il principale edificio difensivo di origine medievale situato a Buccinasco Castello, frazione del comune di Buccinasco, in provincia di Milano, in Lombardia.

## Storia

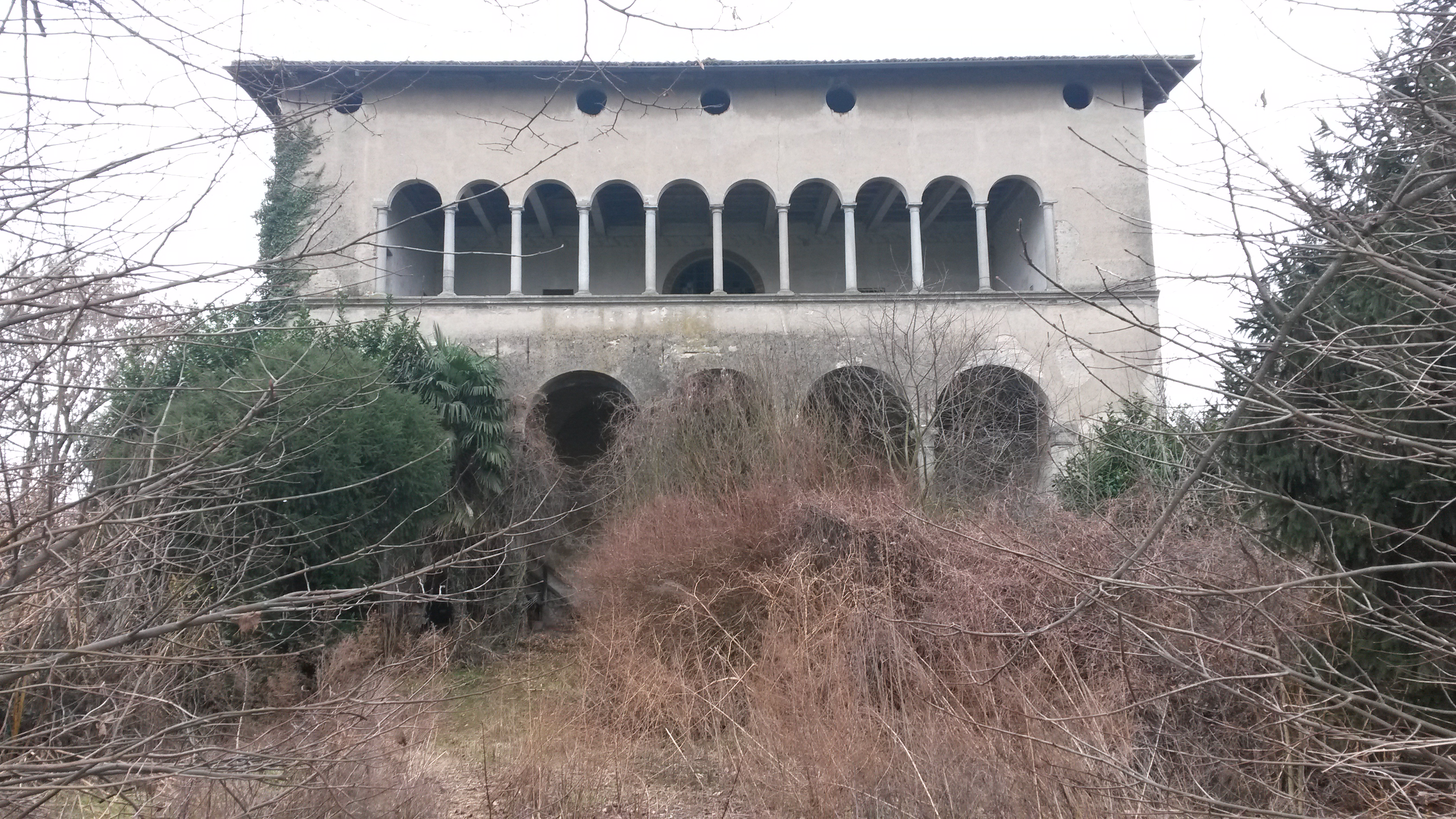
Particolare dei loggiati in facciata al castello

Costruito probabilmente sui resti di una fortificazione precedente, la struttura attuale del castello di Buccinasco risale al XIV secolo.
Oltre ad un scopo di difesa (era posto sulla strada principale tra Milano e Pavia), il castello serviva anche al Ducato di Milano come dimora di caccia per i duchi e i loro ospiti più importanti. Fu molto usato da Ludovico il Moro nel Quattrocento, il quale ne curò personalmente anche la ristrutturazione servendosi, forse, di Leonardo da Vinci, che si trovava in quegli anni alla sua corte.
La struttura aveva anche una galleria sotterranea che la collegava alla vicina chiesa trecentesca e con la cascina Battiloca, che all'epoca abitavano i contadini della struttura. La galleria era ancora percorribile negli anni '70 del Novecento, ma è stata poi murata.
Per secoli di proprietà della famiglia Brivio-Sforza, dal 2009 il castello è passato ad una società privata; è considerato una residenza di campagna con obbligo di tutela.

## Struttura
Il castello si presenta come un massiccio edificio con quattro lati e in mattoni a vista, ad eccezione della facciata principale che presenta un elegante colonnato a cinque campate al piano terra, sormontato da un porticato a dieci campate al primo piano.
I tre lati privi di colonne, hanno finestre posizionate irregolarmente e di diverse dimensioni. Mostrano nella loro differenza i continui passaggi e rifacimenti subiti dal castello nel corso dei secoli.